# 吉林省妇女联合会
吉林省妇女联合会（简称吉林省妇联），成立于1949年8月，是中华人民共和国吉林省妇女儿童工作者组成的人民团体，接受中共吉林省委和全国妇联的双重领导。其最高权力机构是吉林省妇女代表大会。

## 历史沿革
1948年2月25日，中共吉林省委决定成立中共吉林省妇女工作委员会，危秀英任书记，安建平任副书记。1949年8月31日，召开吉林省妇女第一次代表大会，通过了《吉林省民主妇女联合会简章》，宣告成立吉林省民主妇女联合会（简称吉林省民主妇联）。下设组织部、宣传教育部、生产事业部、妇女儿童福利部、秘书处。
1954年9月，吉林省省会从吉林市迁至长春市，吉林省民主妇女联合会办公室也随之移动。
1957年11月6日，根据《中华人民共和国妇女联合会章程》及《关于各级妇联更改名称的通知》，吉林省民主妇女联合会改称吉林省妇女联合会（简称吉林省妇联）。
1966年文化大革命开始后，吉林省妇女联合会遭受冲击，整个组织陷入瘫痪。1968年3月，吉林省革命委员会成立，全面领导所有工作。1968年8月，原妇联干部参加毛泽东思想学习班。1969年6月21日，吉林省妇女联合会正式解散，原干部分别到工厂、五七干校等部门工作。:34
1973年7月13日至17日，根据中共吉林省委的决定，召开全省第四次妇女代表大会，正式恢复吉林省妇女联合会。下设办公室、宣传部、组织部、妇女儿童福利部。:34
1984年6月，《时代姐妹》创刊。2003年，改版为《女人坊》。

## 组织机构
内设机构
- 办公室
- 组织部
- 宣传部
- 研究室
- 权益部（信访办）
- 妇女发展部
- 家庭和儿童工作部
- 机关党委

直属事业单位
- 省政府妇女儿童工作委员会办公室
- 吉林省妇女儿童活动中心
- 吉林省妇联教育指导中心
- 吉林省妇联网络信息传播中心

团体会员
- 吉林省女书法家协会
- 吉林省女摄影家协会
- 吉林省女企业家协会
- 吉林省女教授协会
- 吉林省女检察官协会
- 吉林省女法官协会
- 吉林省农产品女经纪人协会
- 吉林省巾帼志愿者协会
- 吉林省家庭教育学会
- 吉林省妇女学会

其他
- 吉林省妇女儿童基金会
- 吉林省妇女旅行社

## 历届执委会
第一届
- 任期：1949年8月－1953年5月
- 主任：王东瑜（1949年9月－1950年5月） → 周秀清（1952年8月－1953年5月）
- 副主任：周秀清（1950年3月－1952年8月）、于立仁（1952年8月－1953年6月）

第二届
- 任期：1953年6月－1957年5月
- 主任：周秀清（1953年6月－1954年8月） → 王毅（1954年8月－1957年7月）
- 副主任：立仁、张青芝（1954年8月－1957年5月）、林贞（1954年8月－1955年6月）、陶慰荪（1955年6月－1957年5月）

第三届
- 任期：1957年5月－1966年5月
- 主任：王毅
- 副主任：张青芝（1957年5月－1964年1月）、高扬、陶慰荪、李英（1964年5月－1966年5月）

第四届
- 任期：1973年7月－1979年3月
- 主任：张松亭（1973年7月－1978年4月） → 张青芝（1978年7月－1979年3月）
- 副主任：王振英、徐秀杰、张瑛（1973年7月－1978年7月）、齐殿云

第五届
- 任期：1979年3月－1984年8月
- 主任：张青芝（1979年3月－1983年4月） → 王振英（1983年4月－1984年8月）
- 副主任：王振英（1979年3月－1983年4月）、徐秀杰、齐殿云、张耀生（1982年4月－1984年8月）、戴焕梅（1983年11月－1984年8月）、安莉（1983年11月－1984年8月）

第六届
- 任期：1984年8月－1989年8月
- 主任：王振英
- 副主任：徐秀杰、戴焕梅、安莉

第七届
- 任期：1989年8月－1994年6月
- 主任：王振英
- 副主任：徐秀杰、戴焕梅、安莉

第八届
- 任期：1994年6月－1999年8月
- 主席：杜学芳
- 副主席：张鸿梅、徐延华、史宝琴、张桂焱

第九届
- 任期：1999年8月－2004年6月
- 主席：杨湘岚
- 副主席：史宝琴、张桂焱、包晶华、张晶

第十届
- 任期：2004年6月－2009年6月
- 主席：杨湘岚（2004年6月－2007年11月） → 关德伟（2007年11月－2009年6月）[5]
- 副主席：张桂焱、包晶华、綦远方

第十一届
- 任期：2009年6月－2014年8月
- 主席：关德伟（2009年6月－2013年5月） → 李晓杰（2013年5月[6]－2014年8月）
- 副主席：包晶华、孙弘、相瑛

第十二届
- 任期：2014年8月－2019年8月
- 主席：李晓杰（2014年8月[7]－2018年4月） → 李晓英（2018年4月[8]－2019年8月）
- 副主席：孙弘、相瑛、刘瑛

第十三届
- 任期：2019年8月－
- 主席：李晓英[9]
- 副主席：刘瑛、刘丹、许桂兰